# 点与线
《点与线》（日语：／ Ten to sen */?），是日本作家松本清张所作的一部推理小说，1957年在《旅》杂志上连载。
小说讲述助理科长佐山宪一和女招待阿时一起在九州香椎海滩身亡，由于死时仪容完好，阿时身边放有一批含氰化钾的橘子汁，当地警方认为是殉情自杀。但是老刑警鸟饲发现其中的疑点：佐山来到九州都是一个人住旅馆，去海滩仅仅是接到了阿时的电话通知。鸟饲决定调查此事，结果发现佐山的上司石田与机械工具公司经理安田间有贪污受贿的行径，东窗事发后佐山被警方传讯。石田为了掩盖案情，将佐山和阿时骗到海滩，由安田夫妇策划毒死，导演了这幕戏。当警方最终要逮捕安田夫妇时，他们却畏罪自杀。由于关键人物均已身亡，石田得以逍遥法外，还在上级包庇之下加官进爵。
本书描绘了政商勾结徇私舞弊的行为，揭示了社会阴暗面以及法律的局限。石田的污秽思想在社会上的流布，为奸商贪官的最终得逞创造了条件。餐厅女招待是作者倾注了极大同情的下层人物，她早年丧父、婚姻不幸，母亲和五个弟妹靠她一人供养，来到东京后无辜被社会所吞噬。作者在她身上集中反应了社会矛盾。写作风格上，松本营造曲折的案情，巧妙的设计了警方的侦破技术，将推理小说推到了一个新的高度。

## 登場角色
三原紀一
警視廳捜査二科股長，喜歡在咖啡廳思考事情。
鳥飼重太郎
福岡分局刑警。
安田辰郎
機械工具商「安田商會」經營者。
石田芳男
××部××司長，涉入貪瀆案。
佐佐木喜太郎
××部事務官。
安田亮子
安田辰郎之妻，因得了肺病而在鎌倉療養。
佐山憲一
××部××司××科副科長。
阿時
日本料理店「小雪」女侍，本名桑山秀子。

## 改編作品
- 2007年播出的電視劇《點與線》